# Christian Schesaeus
Christian Schesaeus (Scheser) (Medgyes, 1535 körül – 1585. június 30.) erdélyi szász költő.

## Élete
Schesaeus tanulmányait előbb Brassóban, az erdélyi szász humanizmus központjában, majd Bártfán végezte, ahol Leonard Stöckel tanítványa volt. 1566-ban a wittenbergi egyetemre iratkozott be. Visszatérve előbb Kolozsváron lett segédlelkész, majd innen Táblásra (Tobsdorf) ment. 1569-től haláláig szülővárosában volt lelkész. A 16. századi erdélyi szász humanista költészet egyik legjelentősebb alakja.

## Művei
Írt latin nyelven vallásos műveket is, de híressé Ruina Pannonica (Pannonia romlása) című hexameterekben írt és Báthory Istvánnak ajánlott műve tette, amely Szapolyai János halálától János Zsigmond haláláig tárgyalja Magyarország és Erdély sorsát. A 12 könyvből álló mű történeti eseményeket dolgoz fel versformában. A 12 könyvből nyomtatásban hét jelent meg 1571-ben Wittenbergben (I., II, III., IV., IX., X., XI. könyv). Az első négy könyv az 1540-től 1552-ig terjedő évek eseményeit tartalmazza (például Eger 1552-es ostromát), a másik három az 1566-os esztendő történéseit: Gyula és Szigetvár bukását valamint János Zsigmond küzdelmét a tatárok ellen. Nem jelent meg nyomtatásban az V., VI., VII. és VIII. könyv, amelyek az 1553-tól 1565-ig terjedő időszakot ölelik át, és az 1568-tól 1571-ig terjedő eseményekről szóló XII. könyv. 
A Szigetvár elfoglalásáról szóló rész (X. könyv) a szigetvári ostrom első igényesnek tekinthető szépirodalmi feldolgozása. A művet ismerte Zrínyi Miklós is és merített is belőle a Szigeti veszedelem megírásakor. Schesaeus krónikás hűséggel örökíti meg ezen évtizedek eseményeit, a központi helyet a csaták, várostromok antik eposzokra emlékeztető leírása foglalja el. Schesaeus műve – Tinódi históriás énekeihez hasonlóan – valójában egyfajta átmenet a történeti irodalom és a szépirodalom között. 

## Kiadás
- Csonka, Franciscus: Christianus Schesaeus: Opera quae supersunt omnia. Bp., 1979. (= Bibliotheca Scriptorum Medii Recentisque Aevorum. Series Nova. Tomus IV.)

## Magyarul
- Pannonia romlása (részletek). In: Janus Pannonius. Magyarországi humanisták. A válogatás, a szöveggondozás és a jegyzetek Klaniczay Tibor munkája. Bp., 1982 (= Magyar Remekírók), 381-463.